# Elettromotrici AMT 31-37
Le elettromotrici AMT 31 ÷ 37 sono elettrotreni articolati a scartamento normale costruiti per la metropolitana di Genova dal pool Ansaldo STS/Hitachi.